# Pinus yunnanensis
Pinus yunnanensis je čínská borovice, dorůstající ve své stromové formě kolem 30 metrů, s velmi dlouhými jehlicemi a vysokou odolností vůči erozi.

## Synonyma
- Pinus yunnanensis varieta tenuifolia
- Pinus tabulaeformis varieta yunnanensis
- Pinus insularis varieta yunnanensis
- Pinus insularis varieta tenuifolia.

## Popis
Stálezelený, jehličnatý, pomalu rostoucí, strom, dorůstající do výšky 30 m; v místech s častými požáry také keř, nepřesahující 2 m. Kmen je přímý, dosahuje průměru 1 m. Větve bývají kratší, s jehlicemi hlavně na koncích. Koruna je zpočátku hustá a široce kuželovitá, později zaoblená (zploštělá) a řidší. Borka je zpočátku hladká a červenohnědá, seshora se loupající, později tmavošedá a rozdělená brázdami do podélných, šupinovitých plátů. Letorosty jsou drsné a bez chlupů, červenohnědé. Pupeny jsou 2-3 cm dlouhé a bez pryskyřice.
Jehlice jsou ve svazečcích (Fasciculus) po 2-3 ; jehlice jsou 7-30 cm dlouhé, 1-1,2 mm široké, v průřezu polokruhově trojhranné až polookrouhlé, s průduchy v řadách na všech površích, se 4-5 středovými a okrajovými pryskyřičnými kanálky, na základně s přetrvávajícími, svazečkovými, 10-15 mm dlouhými, pochvami; světle zelené jehlice jsou ohebné či mírně tuhé, pokleslé a přetrvávají na stromě 2-3 roky.
Samčí šištice jsou 15-30 mm dlouhé a žlutohnědé. Samičí šištice – šišky jsou zpočátku zelené, později hnědnoucí, kuželovitě vejčité a na 10 mm stopkách; šišky jsou 5-11 cm dlouhé, ve zralosti otevíravé nebo neotevíravé. Šupiny šišky jsou obdélníkově elipsoidní, 3 cm dlouhé a 1,5 cm široké, se zvětšenými výrůstky, s vyčnívajícím či zanořeným přírůstkem prvního roku, končícím malým trnem. Semena jsou hnědá, téměř vejčitá či obvejčitá, 4-5 mm dlouhá, s 12-14 mm dlouhým křídlem. Strom kvete v dubnu-květnu, semena dozrávají v říjnu.

## Příbuznost
Borovice Pinus yunnanensis má 3 variety:
- Pinus yunnanensis varieta yunnanensis: Strom, vysoký do 30 m, má jehlice nevisící či mírně visící; jehlice 10-30 cm dlouhé a 1,2 mm široké. Šišky jsou ve zralosti otevíravé.
- Pinus yunnanensis varieta pygmaea: Keř, vysoký do 2 metrů, odspodu zavětvený. Jehlice jsou dlouhé 7-13 cm, tuhé, se 2 pryskyřičnými kanálky, oba jsou okrajové či 1 z nich středový. Šišky se vyskytují ve svazcích, jsou 4-5 cm dlouhé a zůstávají na stromě, ve zralosti neotevíravé.
- Pinus yunnanensis varieta tenuifolia[2],[3]: Strom, vysoký do 30 m, s visícími jehlicemi; jehlice jsou 20-30 cm dlouhé a pod 1 mm široké. Šišky jsou u této variety otevíravé. Tato varieta není, pro malé rozdíly, některými botaniky uznávaná[4], a je jimi považována pouze za synonymum pro Pinus yunnanensis varieta yunnanensis.

A jednoho přirozeně vzniklého křížence:
- Pinus × densata (hybrid mezi Pinus yunnanensis a Pinus tabuliformis).

Borovice Pinus yunnanensis je blízce příbuzná s borovicí deskovitou Pinus tabuliformis (roste více směrem na sever), borovicí Pinus kesiya (roste více směrem na jih), borovicí hwangšanskou Pinus hwangshanensis, borovicí tchajwanskou Pinus taiwanensis a borovicí Thunbergovou Pinus thunbergii.
Někteří botanici považují Pinus yunnanensis za poddruh borovice Pinus kesyia, to znamená: Pinus kesyia poddruh yunnanensis.

## Výskyt
Domovinou stromu je: Čína (autonomní oblast Kuang-si, provincie Kuej-čou, provincie S’-čchuan, provincie Jün-nan):
- Pinus yunnanensis varieta yunnanensis: autonomní oblast Kuang-si, provincie Kuej-čou, provincie Jün-nan a severovýchod Tibetské autonomní oblasti.
- Pinus yunnanensis varieta pygmaea: jihozápad provincie S’-čchuan, provincie Jün-nan.
- Pinus yunnanensis varieta tenuifolia: autonomní oblast Kuang-si a provincie Kuej-čou.

## Ekologie
Strom rostoucí od nadmořských výšek 400 m až do 3100 m, na (vysokých) horách, v povodích řek, na suchých a slunečných svazích, podle variety stromu:
- Pinus yunnanensis varieta yunnanensis: roste v horách a v povodích řek, v nadmořských výškách 600-3100 m.
- Pinus yunnanensis varieta pygmaea: roste ve vysokohorských polohách, na suchých a slunečných svazích, v nadmořských výškách 2200-3100 m.
- Pinus yunnanensis varieta tenuifolia: roste v povodích řek, v nadmořských výškách 400–1200 m.

Pinus yunnanensis je strom přizpůsobený pro růst v neúrodných, kamenitých a mělkých půdách, vystavených erozi. Ve vysokých nadmořských výškách je schopný odolat silným mrazům. Má rád přímé slunce a propustnou půdu a pH půdy kyselé, neutrální i zásadité. Mrazuvzdorný je do –12 °C. Pinus yunnanensis roste nejčastěji v monokulturních porostech, občas také roste s jinými druhy borovic: Pinus armandii, čínskou červenou borovicí / deskovitou Pinus tabuliformis, Pinus kesiya, a též s ketelerkou Keteleeria evelyniana a též s různými krytosemennými keři a stromy.

## Využití člověkem
Značně v Číně ekonomicky významný strom, jeho dřevo je používáno jako palivo, na přenosové sloupy, ve stavebnictví v exteriérech i interiérech, na brány a ploty, palety, krabice, dózy, bedny, kádě, nábytek, dýhu, různé druhy překližky a prken, rukojeti k nářadí, k výrobě dřevoviny a jiného. Z borky se získávají třísloviny. Jehlice se používají jako krmivo pro některá zvířata a destiluje se z nich olej a léčivé výrobky. Strom je značně vysazován jako větrolam a jako opatření proti erozi. V Číně je běžně pěstován jako okrasný strom, v ostatních zemích bývá pěstován většinou v arboretech a jiných sbírkách. Tento druh má sklon se stát invazním, protože se jedná o agresivní, průkopnický druh.

## Ohrožení
Hojný strom, není ohrožen, části jeho populace se navíc vyskytují v chráněných oblastech.

## Galerie

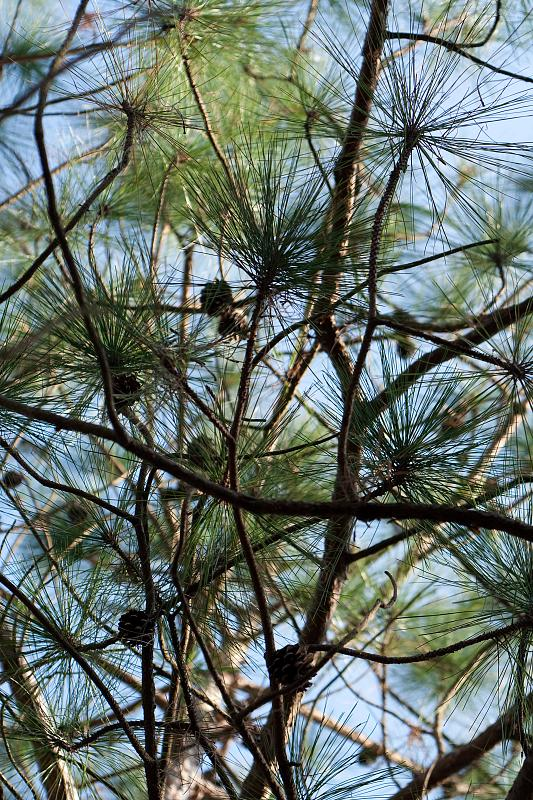
Pinus yunnanensis, jehlice a šišky.
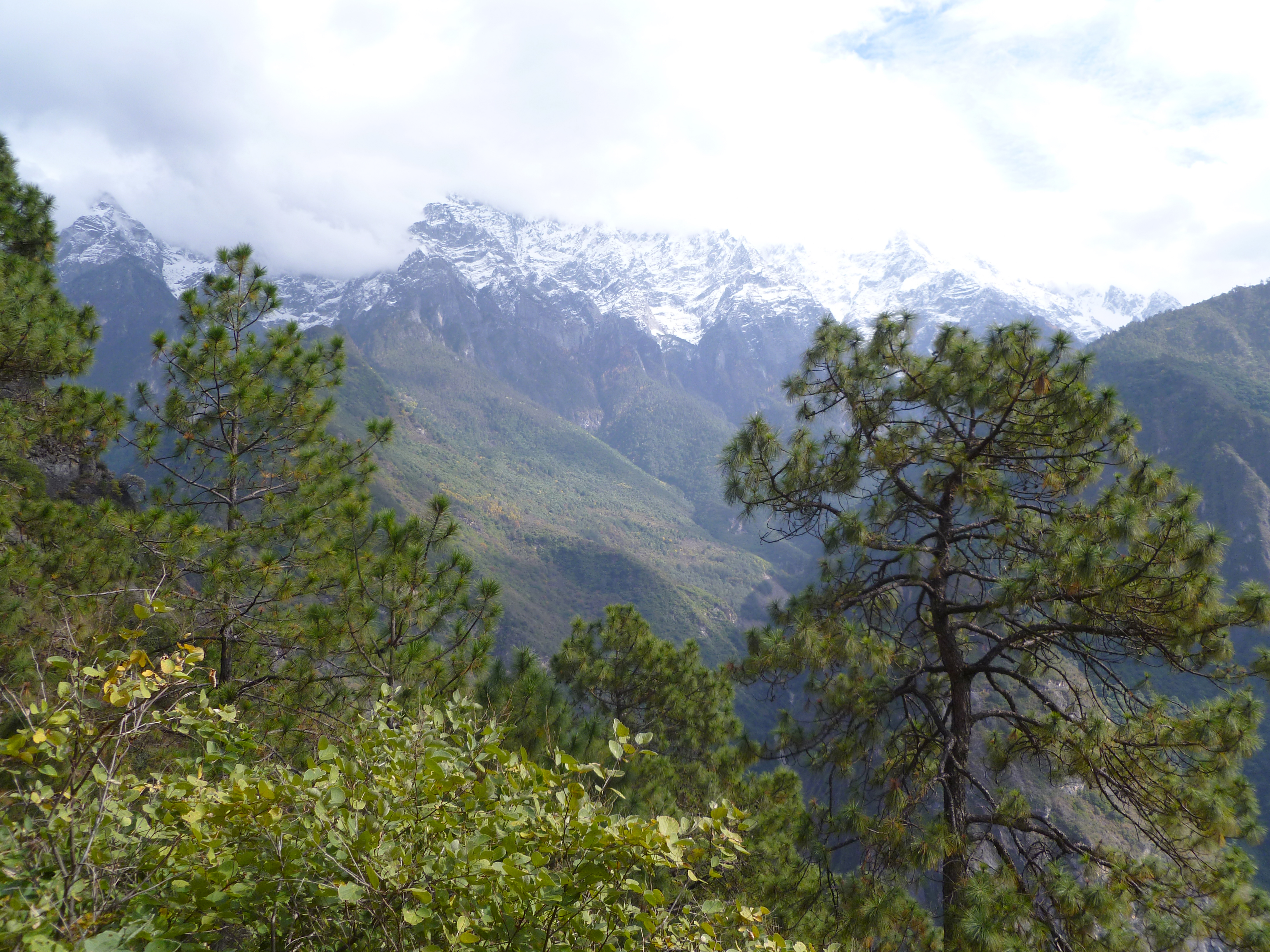
Pinus yunnanensis, v pozadí hora Yulongxueshan (Sněžná Hora Jadeitového Draka), provincie Jün-nan, Čína.